# Hiến pháp Cuba
Ngay cả trước khi giành được độc lập từ Tây Ban Nha, Cuba đã có một số hiến pháp được phe nổi dậy đề xuất hoặc thông qua như là tài liệu cai trị lãnh thổ mà họ kiểm soát trong cuộc chiến chống Tây Ban Nha. Cuba đã có một số hiến pháp kể từ khi giành được độc lập. Hiến pháp đầu tiên kể từ Cách mạng Cuba được soạn thảo năm 1976 và kể từ đó đã được sửa đổi. Năm 2018, Cuba đã tham gia vào một sửa đổi lớn của Hiến pháp, được thảo luận rộng rãi bởi người dân và các học giả. Hiến pháp hiện tại sau đó đã được ban hành vào năm 2019.

## Bản mẫu đầu tiên
Các sự kiện ở Tây Ban Nha đầu thế kỷ XIX, đã gây ra một mối quan tâm chung với các hiến pháp trên khắp các tài sản ở nước ngoài của Tây Ban Nha. Năm 1808, cả Vua Ferdinand VII và người tiền nhiệm và cha của ông, Charles IV, đã từ bỏ yêu sách của mình để giành lấy ngai vàng ủng hộ Napoleon Bonaparte, người đã lần lượt trao vương miện cho anh trai Joseph. Trong cuộc Chiến tranh Bán đảo tiếp theo, người Tây Ban Nha đã tiến hành một cuộc chiến giành độc lập chống lại Đế quốc Pháp. Vào ngày 19 tháng 3 năm 1812, Cortes Generales tị nạn ở Cádiz đã thông qua Hiến pháp Tây Ban Nha năm 1812, nơi thiết lập chế độ quân chủ lập hiến và loại bỏ nhiều thể chế cơ bản ưu tiên một số nhóm hơn các nhóm khác. Cortes bao gồm các đại diện từ khắp Đế quốc Tây Ban Nha, bao gồm cả Cuba.
Một số mô hình của hiến pháp chính phủ đã được đề xuất cho Cuba. José Agustín Caballero đưa ra "một điều lệ cho quyền tự trị của Cuba dưới sự cai trị của Tây Ban Nha" tại Diario de la Habana vào năm 1810, xây dựng thành Dự án cho một Chính phủ tự trị ở Cuba vào năm 1811. Năm sau, luật sư Bayamo Joaquín Infante sống ở Caracas đã viết Dự án Hiến pháp của mình cho Đảo Cuba. Ông đã hòa giải các nguyên tắc chính trị tự do của mình với chế độ nô lệ ở Cuba, lưu ý rằng chế độ nô lệ đã tồn tại ở Hoa Kỳ cùng với chính phủ cộng hòa. Chính quyền Tây Ban Nha đã bỏ tù ông vì những bài viết của ông. Năm 1821, Félix Varela đại diện cho Cuba tại Cortes Generales của Tây Ban Nha trong một thời gian ngắn khi Hiến pháp năm 1812 được hồi sinh. Ông đã tham gia một bản kiến nghị lên Vương miện vì sự độc lập của các thuộc địa Mỹ Latinh của Tây Ban Nha, được hỗ trợ bởi Dự án Hướng dẫn cho Chính phủ tự trị về kinh tế và chính trị của các tỉnh nước ngoài.

## Hiến pháp Guáimaro
Hiến pháp Guáimaro là tài liệu cầm quyền được viết bởi phe tự do duy tâm và chính trị trong cuộc nổi dậy tranh giành quyền cai trị của thực dân Tây Ban Nha ở Cuba và áp đặt lên Carlos Manuel de Céspedes, người bảo thủ tuyên bố lãnh đạo phong trào độc lập. Nó đã có hiệu lực từ năm 1869 đến 1878 trong Chiến tranh mười năm chống lại Tây Ban Nha.

## Hiến pháp La Yara
Hiến pháp La Yara được viết vào năm 1896 là Hiến pháp cuối cùng trước khi Tây Ban Nha thất bại. Các đoạn văn đáng chú ý chính của Hiến pháp này về quyền công dân bình đẳng, quyền bầu cử và quyền quản lý giáo dục bình đẳng cho tất cả người Cuba đã được viết bởi Tướng Jose Braulio Alemán. Hiến pháp này đã được sử dụng làm khuôn mẫu cho Hiến pháp năm 1901

## Hiến pháp 1901
Hai hiến pháp ad hoc đã được thông qua trong quá trình đấu tranh giành độc lập từ Tây Ban Nha của Cuba (1895-1898). Vào ngày 16 tháng 9 năm 1895, các đại biểu đại diện cho lực lượng phiến quân đã thông qua một hiến pháp ở Jimaguayu, Hiến pháp Cộng hòa Cuba, và nó được xem xét trong hai năm bởi một hội nghị đại diện. Nó mô tả mối quan hệ giữa chính quyền dân sự và quân sự. Nó đặt tên các quan chức chủ chốt và vạch ra các yêu cầu của một hiệp ước hòa bình với Tây Ban Nha. Vào tháng 9 năm 1897, hội nghị đã họp tại La Yaya, đã thông qua Hiến pháp mới vào ngày 30 tháng 10, và bầu một tổng thống và phó tổng thống mới.
Hiến pháp năm 1901, là hiến pháp độc lập đầu tiên của Cuba. Nó đã kết hợp tám nguyên tắc được quy định trong Sửa đổi Platt mà không có quân đội Mỹ sẽ không rút khỏi Cuba, bao gồm cả điều khoản rằng Hoa Kỳ có quyền can thiệp vào các vấn đề của Cuba để bảo vệ độc lập và bảo đảm sự ổn định của chính phủ. Tất cả trừ một trong những nguyên tắc sửa đổi Platt vẫn còn hiệu lực cho đến khi một hiệp ước giữa Cuba và Hoa Kỳ, được đàm phán như là một phần của Chính sách láng giềng tốt của Franklin D. Roosevelt đối với Mỹ Latinh, có hiệu lực vào ngày 9 tháng 6 năm 1934, chỉ còn quyền của Hoa Kỳ cho thuê vĩnh viễn cho Căn cứ Hải quân Guantanamo.

## Hiến pháp 1940
Trong nhiệm kỳ tổng thống của Federico Laredo Brú, một Quốc hội lập hiến đã được bầu vào tháng 11 năm 1939 để viết một hiến pháp mới. Hội đồng đã tranh luận công khai trong sáu tháng và thông qua hiến pháp tại Tòa nhà Quốc hội ở Havana. Nó được ký bởi các đại biểu vào ngày 1 tháng 7 năm 1940 và có hiệu lực vào ngày 10 tháng 10 năm 1940. Nó cung cấp cho cải cách ruộng đất, giáo dục công cộng, y tế toàn cầu, lương tối thiểu và các ý tưởng tiến bộ khác, nhiều trong số đó không được thực hiện trong thực tế. Hiến pháp đã bãi bỏ hình phạt tử hình và được coi là hạn chế chính sách quốc gia đối với quy mô nắm giữ đất và chấm dứt quyền sở hữu chung của các đồn điền và nhà máy đường, nhưng những nguyên tắc này không bao giờ được chuyển thành luật. Hiến pháp đã đặt ra chức vụ tổng thống và đại hội lưỡng viện, cả hai với nhiệm kỳ bốn năm, với lệnh cấm tái cử trực tiếp tới chức vụ tổng thống (mặc dù cuộc bầu cử lại không liên tiếp sẽ được chấp nhận; tương tự như hiến pháp hiện tại của Chile) với quyền hành pháp được chia sẻ với một chức vụ mới riêng biệt, là Thủ tướng Cuba, do tổng thống đề cử. Fulgencio Batista đã đình chỉ một phần của hiến pháp này sau khi nắm quyền vào năm 1952. Nó đã bị đình chỉ hoàn toàn sau cuộc cách mạng Cuba.

## Hiến pháp 1976

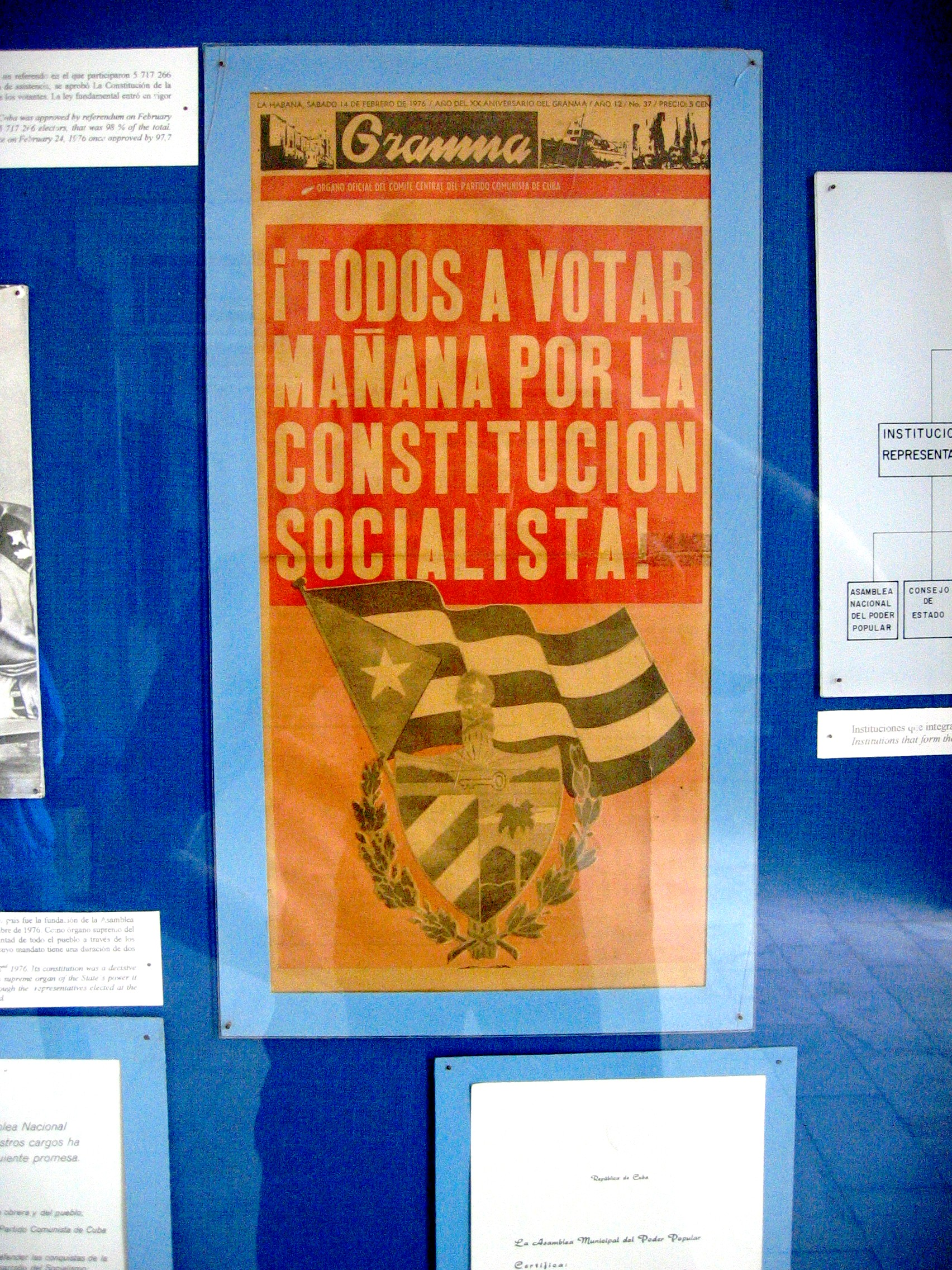
Ngày 14 tháng 2 năm 1976 phiên bản Granma đọc "Mọi người sẽ bỏ phiếu vào ngày mai cho hiến pháp xã hội chủ nghĩa".

Sau 16 năm cầm quyền của chính phủ phi hiến pháp từ 1959 đến 1975, chính phủ cách mạng Cuba đã tìm cách thể chế hóa cuộc cách mạng bằng cách đưa một hiến pháp mới bằng một cuộc bỏ phiếu phổ biến. Hiến pháp năm 1976, được mô phỏng theo Hiến pháp Liên Xô năm 1936, được thông qua trưng cầu dân ý vào ngày 15 tháng 2 năm 1976, trong đó nó đã được 99,02% cử tri chấp thuận, với tỷ lệ cử tri 98%. Nó có hiệu lực vào ngày 24 tháng 2 năm 1976. Hiến pháp này kêu gọi kiểm soát tập trung thị trường và tái cam kết nhà nước cung cấp cho công dân của mình quyền tiếp cận giáo dục và chăm sóc sức khỏe miễn phí, như trong hiến pháp năm 1940. Nhà nước tiếp tục được trao quyền điều chỉnh các hoạt động của các tổ chức tôn giáo và quyền sở hữu tư nhân của phương tiện truyền thông đã bị cấm. Điều 53 đã cho công dân tự do ngôn luận, và Điều 54 đã cho công dân quyền tập hợp.
Sự tan rã của Liên Xô và Khối Đông đã khiến Cuba rơi vào kỷ nguyên khủng hoảng kinh tế được gọi là Thời kỳ đặc biệt trong thời kỳ hòa bình. Đáp lại, hiến pháp đã được sửa đổi vào năm 1992 để loại bỏ một số hạn chế đối với đầu tư nước ngoài và cấp cho các tập đoàn nước ngoài quyền sở hữu tài sản hạn chế trên đảo nếu họ thành lập liên doanh với chính phủ. sửa đổi khác chứng minh rằng Cuba là một nhà nước thế tục chứ không phải là một nhà nước vô thần, khiến việc mở rộng sự tham gia của địa phương trong việc chấp hành tôn giáo, tăng công việc dịch vụ xã hội trên một phần của tổ chức từ thiện quốc tế giáo phái, và sự công nhận của công chúng về đa nguyên tôn giáo. Năm 2002, hiến pháp đã được sửa đổi để quy định rằng hệ thống xã hội là vĩnh viễn và không thể hủy bỏ.

## Hiến pháp 2019
Vào ngày 14 tháng 7 năm 2018, một lực lượng đặc nhiệm của Đảng Cộng sản đã soạn thảo một văn bản hiến pháp mới, sau đó được trao cho một ủy ban của Quốc hội do Bí thư thứ nhất Raúl Castro đứng đầu để đánh giá, tinh chỉnh và chuyển dự thảo hiến pháp mới cho toàn thể Quốc hội. Các cải cách được coi là một phần trong nỗ lực hiện đại hóa chính phủ Cuba. Dự thảo có 87 bài viết mới, tăng tổng số từ 137 lên 224. Trong số các cải cách là:
- Việc công nhận tài sản tư nhân, và tạo ra một thị trường tự do hơn;
- Việc khôi phục các vị trí của Chủ tịch nước và Thủ tướng Cuba như các chức vụ tách biệt với Chủ tịch Hội đồng Nhà nước và các Bộ trưởng;
- Việc chuyển giao trách nhiệm người đứng đầu Hội đồng Nhà nước cho Chủ tịch Quốc hội
- Vị trí thị trưởng được bổ sung vào vị trí chủ tịch hội đồng thành phố
- Việc tạo ra một yêu cầu cho các Thống đốc và Phó Thống đốc tỉnh do Chủ tịch nước bổ nhiệm phải được chính quyền thành phố địa phương phê chuẩn
- Đặt nặng về biến đổi khí hậu và mối đe dọa của nó
- Thành lập hội đồng cấp tỉnh gồm các lãnh đạo thành phố
- Việc tạo ra một giới hạn hai năm liên tiếp áp đặt lên chủ tịch nước;
- Xác định hôn nhân là một tổ chức xã hội và pháp lý, tổ chức xã hội và pháp luật.
- Mở rộng các điều khoản của đại biểu hội đồng thành phố đến năm năm;
- Cấm phân biệt đối xử dựa trên giới tính, chủng tộc, nguồn gốc dân tộc, khuynh hướng tình dục, bản sắc hoặc khuyết tật giới tính (trước đây bao gồm dẫn đến hợp pháp hóa hôn nhân đồng giới);
- Việc khôi phục một giả định vô tội trong hệ thống tư pháp, được quy định lần cuối trong hiến pháp năm 1940.

Hiến pháp mới, cũng bỏ qua mục đích xây dựng một xã hội cộng sản và thay vào đó hoạt động theo hướng xây dựng chủ nghĩa xã hội, đã được trình bày bởi thư ký Hội đồng Nhà nước Homero Acosta tới Quốc hội của Chính quyền Nhân dân Cuba để phê chuẩn vào ngày 21 tháng 7 năm 2018 trước khi được đưa vào một cuộc trưng cầu dân ý quốc gia. Quốc hội sau đó đã phê chuẩn Hiến pháp mới vào ngày 22 tháng 7 năm 2018, một ngày trước thời hạn. Nó được thông báo rằng một tham khảo ý kiến phổ biến cho phép nhập quốc tịch cho sửa đổi tiềm năng đối với nội dung của Hiến pháp được đề xuất sẽ bắt đầu vào ngày 13 tháng Tám và kết luận vào ngày 15 Tháng Mười Một.
Thông báo được đưa ra rằng 135.000 cuộc họp sẽ được tổ chức trong cuộc tham vấn phổ biến. Mỗi nhóm trong số này sẽ được điều hành bởi 7.600 đội hai người sẽ được đào tạo chuyên môn. Những người lưu vong Cuba được mời tham gia các cuộc họp. Sau khi xem xét sửa đổi, một cuộc trưng cầu dân ý đã được tổ chức để thông qua Hiến pháp vào ngày 24 tháng 2 năm 2019 , thành công với 86,85% phiếu bầu phổ biến. Cuộc tham vấn phổ biến bắt đầu như dự kiến vào ngày 13 tháng 8 năm 2018, song song với sinh nhật lần thứ 92 của cố Chủ tịch [[Fidel Castro|Cuba Fidel Castro]]. Các vấn phổ biến kết luận như dự kiến vào ngày 15 tháng 11 năm 2018. Vào ngày 01 Tháng mười hai 2018, báo Granma cho biết Quốc hội Cuba sẽ được triệu tập để biểu quyết về đề nghị sửa đổi Hiến pháp mới vào ngày 21 tháng 12.
Hiến pháp mới đã được tranh luận tại Hội nghị Trung ương 8 của Đảng Cộng sản Cuba diễn ra từ ngày 12 đến ngày 13 tháng 12 năm 2018. Tại cuộc họp, dự thảo sửa đổi hiến pháp được đề xuất bởi một nhóm được ủy quyền bởi Quốc hội Nhân dân. Tuy nhiên, chi tiết về những gì đã được sửa đổi sẽ không được công khai cho đến khi được Quốc hội phê chuẩn. Vào ngày 18 tháng 12 năm 2018, nó đã được tiết lộ rằng một trong những thay đổi của hiến pháp mới sẽ mở đường cho hôn nhân đồng giới đã bị hủy bỏ. Vào ngày 20 tháng 12 năm 2018, một thay đổi khác đối với Hiến pháp Cuba mới đã bị hủy bỏ và ngôn ngữ của nó một lần nữa tái định hướng để xây dựng một xã hội cộng sản. Vào ngày 21 tháng 12 năm 2018, Quốc hội Cuba đã phê chuẩn Hiến pháp sửa đổi, do đó hoàn thành bước cuối cùng cho một cuộc trưng cầu dân ý. Vào ngày 24 tháng 2 năm 2019, hiến pháp mới đã được 90,15% cử tri chấp thuận, với tỷ lệ cử tri là 84%. Vào ngày 7 tháng 3, thông báo rằng Quốc hội sẽ họp vào ngày 10 tháng 4 năm 2019 để xác định khung thời gian khi nào hiến pháp mới sẽ có hiệu lực. Vào ngày 28 tháng 3, Hội đồng Nhà nước đã tuyên bố một cuộc họp vào ngày 25 tháng 3 và quyết định rằng Hiến pháp sẽ được Quốc hội công bố vào ngày 10 tháng 4  được tuyên bố, Hiến pháp sẽ được thông qua.
Hiến pháp được tuyên bố như dự kiến vào ngày 10 tháng 4 năm 2019. Sau khi được công bố, Hiến pháp đã được công bố trên Công báo Cộng hòa, đảm bảo có hiệu lực. Nó cũng đã được thông báo rằng các luật mới thực thi cải cách Hiến pháp của hệ thống tư pháp phải được ban hành trong vòng 18 tháng. Điều này bao gồm, trong số những thứ khác, việc ban hành các giả định vô tội trong vụ án hình sự và giới thiệu habeas corpus. Một luật bầu cử sẽ thực thi sự thay đổi trong cơ cấu chính phủ ở Cuba cũng phải được ban hành trong vòng sáu tháng. Trong vòng ba tháng sau đó, Quốc hội sẽ bầu Chủ tịch nước, sau đó phải bổ nhiệm các thống đốc tỉnh và một thủ tướng, một chức vụ mới tách biệt vai trò của nguyên thủ quốc gia chính quyền.